# Associazione Sportiva Dilettantistica Pescina Valle del Giovenco 2006-2007
Questa pagina raccoglie le informazioni riguardanti la Associazione Sportiva Dilettantistica Pescina Valle del Giovenco nelle competizioni ufficiali della stagione 2006-2007.

## Risultati

### Serie D

#### Poule scudetto
| 13 maggio 2007 Turno eliminatorio - 1 giornata                                          | Esperia Viareggio | 1 – 4                                       | Pescina VG |  |
| \| \| \| \| \| Fiale 65’ \| Marcatori \| 2’, 10’ Lemme 47’ Laboragine 90+3’ Arcamone \| |                   |                                             |            |  |
|                                                                                         |                   |                                             |            |  |
| Fiale 65’                                                                               | Marcatori         | 2’, 10’ Lemme 47’ Laboragine 90+3’ Arcamone |            |  |

| 20 maggio 2007 Turno eliminatorio - 3 giornata             | Pescina VG | 1 – 1       | Mezzocorona |  |
| \| \| \| \| \| Pomponio 24’ \| Marcatori \| 90’ Palizza \| |            |             |             |  |
|                                                            |            |             |             |  |
| Pomponio 24’                                               | Marcatori  | 90’ Palizza |             |  |

| 27 maggio 2007 Semifinale - Andata                                                                | Sangiuseppese | 3 – 2                       | Pescina VG |  |
| \| \| \| \| \| De Cesare 22’, 52’ Scognamiglio 37’ \| Marcatori \| 17’ Laboragine 21’ Arcamone \| |               |                             |            |  |
|                                                                                                   |               |                             |            |  |
| De Cesare 22’, 52’ Scognamiglio 37’                                                               | Marcatori     | 17’ Laboragine 21’ Arcamone |            |  |

| 3 giugno 2007 Semifinale - Ritorno                         | Pescina VG | 0 – 3 | Sangiuseppese |  |
| \| \| \| \| \| Arcamone 35’, 70’, 90+2’ \| Marcatori \| \| |            |       |               |  |
|                                                            |            |       |               |  |
| Arcamone 35’, 70’, 90+2’                                   | Marcatori  |       |               |  |